# Йожеф Дарваш
Йожеф Дарваш (на унгарски: Darvas József) е унгарски писател, политик и общественик.
В творбите си описва нищетата на селото. След 1945 г. по метода на социалния реализъм пише разкази, повести, романи и драми за социалните промени в унгарското село.

## Творчество
- Историята на едно селско семейство – роман (1939)
- Тръгна през септември – роман (1940)
- От днес за утре – роман (1957)
- Опушено небе – драма (1959)